# Shellshock
Shellshock，又称Bashdoor，是在Unix中广泛使用的Bash shell中的一个安全漏洞，首次于2014年9月24日公开。许多互联网守护进程，如网页服务器，使用bash来处理某些命令，从而允许攻击者在易受攻击的Bash版本上执行任意代码。这可使攻击者在未授权的情况下访问计算机系统。